# Leonid Hurwicz
Leonid Hurwicz (født 21. august 1917 i Moskva, død 24. juni 2008 i Minneapolis) var en polsk/amerikansk økonom og en af ophavsmændene til teorien om mekanismedesign, der anviser instrumenter til, hvordan man kan indrette ordninger for at opnå forskellige ønskede udfald indenfor økonomi og andre samfundsvidenskaber. I 2007 modtog han som 90-årig Nobelprisen i økonomi sammen med Eric Maskin og Roger Myerson "for at have lagt fundamentet til teorien bag mekanisme-design". Hurwicz er til dato den ældste person, der har modtaget en Nobelpris.

## Baggrund
Hurwicz blev født i Moskva i Rusland i en polsk-jødisk familie nogle få måneder før oktoberrevolutionen. Kort efter Leonids fødsel vendte familien tilbage til Warszawa. Da Tyskland invaderede Polen i 1939 flygtede hans forældre og bror fra byen, blev arresteret af russerne og sendt til en sovjetisk arbejdslejr. Leonid, der havde taget sin afgangseksamen som jurist fra Warszawa Universitet i 1938, befandt sig på dette tidspunkt i Schweiz, hvor han nu pludselig var flygtning. Han rejste først til Portugal, og i 1940 emigrerede han til USA, hvor han senere blev genforenet med sin familie.
Allerede under jurastudierne i Warszawa var Hurwicz blevet interesseret i økonomi, og efter sin kandidateksamen studerede han kortvarigt ved London School of Economics og i Geneve inden sin udvandring til USA. Her fortsatte han sine studier ved Harvard University og University of Chicago, men færdiggjorde aldrig nogen formel uddannelse i faget. I 1941 arbejdede han som forskningsassistent såvel for Paul Samuelson ved MIT som for den polske økonom Oskar Lange i Chicago.
Under krigen var han ansat ved Institut for Meteorologi på University of Chicago, hvor han underviste i 1942-44, blandt andet i statistik på økonomistudiet. Undervejs ansatte han Evelyn Jensen, der var vokset op på en gård i Wisconsin og på dette tidspunkt var økonomistuderende, som sin assistent. 19. juli 1944 giftede de sig. De fik fire børn: Sarah, Michael, Ruth og Maxim.
I 1946 blev han lektor i økonomi ved Iowa State College. Det meste af sin karriere som økonom tilbragte han dog ved University of Minnesota, hvor han fortsatte med at undervise også som emeritus så sent som i efteråret 2006, hvor han var 89 år gammel.
Hurwicz' interesser spændte vidt og omfattede også lingvistik, arkæologi, biokemi og musik. Udover den økonomiske videnskab engagerede han sig i forskning indenfor meteorologi og var medlem af den amerikanske National Science Foundation's komite for vejrmodifikation. Da Eugene McCarthy i 1968 forsøgte at vinde det amerikanske præsidentvalg, var Hurwicz McCarthy-delegeret fra Minnesota ved det Demokratiske Partis konvent og medlem af partiets programkomite. Han var med til at udforme det system til at tildele delegerede til konkurrerende grupper, som er kendt som "walking subcaucus", og som stadig i dag bruges af de amerikanske partier. Han forblev et aktivt medlem af det Demokratiske Parti og deltog i februar 2008 som 90-årig ved primærvalget i Minnesota.
I juni 2008 blev han indlagt på hospitalet med nyresvigt. Han døde en uge senere i Minneapolis.

## Forskning
Hurwicz' forskning omfattede sammenligning og analyse af forskellige økonomiske systemer og institutioner, velfærdsøkonomi og spilteoretisk implementering af samfundsmæssige ønsker. Han var foregangsmand mht. at bruge matematiske metoder til at modellere forskellige økonomiske institutioner. 
Tidligere havde økonomer ofte undgået analytisk modellering heraf. Hurwicz' arbejde viste, hvordan økonomiske modeller kan bruges som en fornuftig ramme til at analysere systemer som kapitalisme og socialisme, og hvordan incitamenterne i disse systemer påvirker samfundets aktører. Den teori, som Hurwicz udviklede, ændrede den måde, hvorpå mange økonomer tænkte om disse forhold, således hvordan forskellige incitamenter gør en forskel for de beslutninger, folk tager. Mekanismedesign er siden blevet brugt til så forskellige formål som at modellere forhandlinger, beskatning, stemmeafgivelse og politiske valg, til at tilrettelægge auktioner som eksempelvis for bredbåndsnet, overenskomstforhandlinger og til at prissætte aktieoptioner. 
Hurwicz var vejleder for Daniel McFadden, der modtog Nobelprisen i økonomi i 2000.

## Nobelprisen i økonomi
I oktober 2007 fik Hurwicz tildelt Nobelprisen i økonomi sammen med to andre grundlæggere af mekanismedesign, Eric Maskin og Roger Myerson. Adspurgt om, hvilken af alle de forskellige anvendelser af mekanismedesign han syntes var vigtigst, svarede han "velfærdsøkonomi".
Hurwicz var ikke i stand til at deltage i Nobelpris-ceremonien i Stockholm på grund af dårligt helbred. Han modtog derfor prisen i Minneapolis. Sammen med Evelyn, sin ægtefælle igennem seks årtier, og sin familie var han æresgæst ved en sammenkomst på University of Minnesota, hvor den svenske ambassadør i USA overrakte prisen til Hurwicz umiddelbart efter en live-udsendelse af prisoverrækkelserne i Stockholm.